# Megaco
El protocol Megaco (una contracció de Media Gateway Controller) és un protocol de senyalització usat entre un Media Gateway i un Media Gateway Controller (també conegut com a Call Agent) en una xarxa VoIP. Defineix els mecanismes de senyalització necessaris per permetre un Call Agent controlar gateways per tal de donar suport a trucades de veu o fax entre xarxes IP.
Aquest protocol està definit per l'IETF en el document RFC 3525 i va ser el resultat del treball conjunt de l'IETF i el ITU. També és conegut com a H.248. Megaco és el nom de l'IETF i H.248 és el nom de l'ITU.